# Картидж (Арканзас)
Картидж (англ. Carthage) — город, расположенный в округе Даллас в штате Арканзас, США, с населением в 442 человека по статистическим данным переписи 2000 года.

## География
По данным Бюро переписи населения США город Картидж имеет общую площадь в 2,59 квадратных километров, водных ресурсов в черте населённого пункта не имеется.
Картидж расположен на высоте 94 метров над уровнем моря.

## Демография
По данным переписи населения 2000 года в Картидже проживало 442 человека, 94 семьи, насчитывалось 159 домашних хозяйств и 193 жилых дома. Средняя плотность населения составляла около 170 человек на один квадратный километр. Расовый состав Картиджа по данным переписи распределился следующим образом: 16,29 % белых, 82,8 % — чёрных или афроамериканцев, 0,23 % — представителей смешанных рас, 0,68 % — других народностей. Испаноговорящие составили 3,39 % от всех жителей города.
Из 159 домашних хозяйств в 29,6 % — воспитывали детей в возрасте до 18 лет, 35,2 % представляли собой совместно проживающие супружеские пары, в 19,5 % семей женщины проживали без мужей, 40,3 % не имели семей. 39,0 % от общего числа семей на момент переписи жили самостоятельно, при этом 21,4 % составили одинокие пожилые люди в возрасте 65 лет и старше. Средний размер домашнего хозяйства составил 2,45 человек, а средний размер семьи — 3,20 человек.
Население города по возрастному диапазону по данным переписи 2000 года распределилось следующим образом: 25,6 % — жители младше 18 лет, 7,5 % — между 18 и 24 годами, 22,6 % — от 25 до 44 лет, 20,8 % — от 45 до 64 лет и 23,5 % — в возрасте 65 лет и старше. Средний возраст жителей составил 40 лет. На каждые 100 женщин в Картидже приходилось 110,5 мужчин, при этом на каждые сто женщин 18 лет и старше приходилось 98,2 мужчин также старше 18 лет.
Средний доход на одно домашнее хозяйство в городе составил 23 750 долларов США, а средний доход на одну семью — 33 750 долларов. При этом мужчины имели средний доход в 22 188 долларов США в год против 18 229 долларов среднегодового дохода у женщин. Доход на душу населения в городе составил 11 466 долларов в год. 19,3 % от всего числа семей в округе и 24,0 % от всей численности населения находилось на момент переписи населения за чертой бедности, при этом 29,2 % из них были моложе 18 лет и 33,3 % — в возрасте 65 лет и старше.